# (613100) 2005 TN74
2005 TN74 транснептуновый объект, находящийся в орбитальном резонансе 3:5 с планетой Нептун. Он был открыт Скоттом Шеппадом и Чадвиком Трухильо в 2005 году.
Первоначально он был, отнесён к троянцам Нептуна по итогам первых наблюдений. Было предположено, что его большая полуось 30 а. е. и орбитальный эксцентриситет равен 0,16. Однако дальнейшие наблюдения показали, что объект имеет большую полуось на 42 а. е., перигелий 32 а. е., а афелий на 52 а. е.
Объект имеет орбитальный эксцентриситет 0,24, который гораздо больше, чем у любых известных на данных троянцев Нептуна.
С абсолютной величиной 7,2 объект имеет диаметр примерно от 85 до 240 км.
С момента открытия наблюдался 17 раз, в противостояниях 3.